# Saint-Martin-sur-Écaillon
Saint-Martin-sur-Écaillon är en kommun i departementet Nord i regionen Hauts-de-France i norra Frankrike. Kommunen ligger i kantonen Solesmes som tillhör arrondissementet Cambrai. År 2022 hade Saint-Martin-sur-Écaillon 492 invånare.

## Befolkningsutveckling
Antalet invånare i kommunen Saint-Martin-sur-Écaillon
| Referens: INSEE |